# Betta cracens
Betta cracens — тропічний прісноводний вид риб з родини осфронемових (Osphronemidae), підродина макроподових (Macropodusinae).
Назва походить від латинського cracens, що означає «стрункий, витончений»; натяк на струнке тіло в порівнянні з іншими членами групи B. pugnax, до якої цей вид належить.

## Опис
Максимальна стандартна (без хвостового плавця) довжина становить 57,4 мм, загальна довжина 138,9-145,8 % стандартної. Серед представників групи B. pugnax Betta cracens має найбільш струнке тіло, його висота на рівні початку спинного плавця становить 21,2-24,2 % стандартної довжини. Голова коротка й тупа, довжина голови становить 30,8-31,7 % стандартної довжини, її ширина 17,1-19,9 % стандартної довжини й 53,8-64,0 % довжини голови.
Спинний, хвостовий та анальний плавці загострені на кінцях. Спинний посунутий назад, предорсальна довжина становить 65,0-67,1 % стандартної довжини, довжина основи спинного плавця 10,5-11,6 % стандартної довжини. Довжина основи анального плавця становить більше половини (53,4-55,7 %) стандартної довжини, преанальна (до початку анального плавця) довжина 42,0-46,1 % стандартної довжини. Центральні промені хвостового плавця подовжені, кінчики променів трохи виступають за межі полотна. Черевні плавці округлі з відносно довгим нитчастим променем, довжина якого становить 36,1-43,4 % стандартної довжини; грудні плавці округлі. В анальному плавці 1-2 твердих і 26-27 м'яких променів (всього 27-29), у спинному плавці 0-1 твердий і 8-9 м'яких променів (всього 8-9), у хвостовому плавці 15 променів, у черевних плавцях по 1 твердому та 5 м'яких променів, в грудних плавцях по 13 променів.
Хребців 31-32. 32-33 бічних луски, 9½-10 рядів лусок у вертикальному напрямку на рівні початку спинного плавця.
Спина коричнева, черево світло-коричневе. На тілі можна побачити 5-7 слабких нерегулярно розташованих вертикальних коричневих смуг. Луски мають тонкий темно-коричневий задній край. Нижня губа чорна, коротка горизонтальна чорна смуга проходить через око. У самців на зябрових кришках та лусках у верхній половині тіла присутній зелений лиск, відсутній у самок. У самок та неповнолітніх риб уздовж тіла проходять дві нечіткі поздовжні смужки, невиразна цятка присутня на хвостовому стеблі.
Плавці коричневі, спинний та хвостовий з темно-коричневими поперечними смугами в самців, у самок поперечні смуги присутні лише на спинному плавці. Як у самців, так і в самок анальний плавець має тонкий синій край. Грудні плавці безбарвні, черевні мають яскравий білий кінчик.
Самці відрізняються від самок ширшою головою й сильніше подовженими плавцями.

## Поширення
Betta cracens відома лише з одного прісноводного болота, розташованого серед тропічного лісу в районі Бертам (Bertam) на південь від міста Джамбі, Суматра (Індонезія). Частина цього болота 1997 року була перетворена на плантацію каучукових дерев. Орієнтовна територія поширення виду становить 4 км². Поточні тенденції чисельності популяції невідомі.
Струмок, в якому виявили Betta cracens, мав глибину від 5 до 80 см, показник pH води становив 5,8. На окремих ділянках були великі килими латаття Barclaya motleyi. Синтопичними видами були Puntius banksi, Rasbora einthoveni, R. pauciperforata (родина Коропові), Hemirhamphodon pogonognathus (родина Zenarchopteridae), Betta pugnax, Sphaerichthys osphromenoides, Trichogaster trichopterus (родина Осфронемові), Channa gachua й C. lucius (родина Змієголові).

## Розмноження
Betta cracens належить до числа видів, в яких турбота про потомство полягає в інкубації ікри в роті; цим займається самець.

## Утримання в акваріумі
Зрідка Betta cracens зустрічається в торгівлі акваріумними рибами. Буває, що ті екземпляри, які потрапляють у продаж, помилково або за незнанням позначаються як B. pugnax, B. raja або інший споріднений вид.